# 16730 Nijisseiki
16730 Nijisseiki este un asteroid din centura principală de asteroizi.

## Descriere
16730 Nijisseiki este un asteroid din centura principală de asteroizi. A fost descoperit pe 17 aprilie 1996 la Saji de Observatorul din Saji. Asteroidul prezintă o orbită caracterizată de o semiaxă mare de 2,36 ua, o excentricitate de 0,22 și o înclinație de 1,6° în raport cu ecliptica.